# Sabathil
Sabathil est une marque de clavecins canadienne. 
La société Sabathil & Son, a été fondée en 1948 en Bavière avant de s'établir au Canada plus tard (en 1960) ; elle est basée sur Bowen Island près de Vancouver. Les fondateurs sont Simon et son fils Sigurd originaires de Marienbad en Europe centrale (région des Sudètes).
Selon Wolfgang Zuckermann (The modern harpsichord), les clavecins Sabathil sont l'exemple superlatif de l'instrument moderne à la mode germanique (Serieninstrumente) extrêmement divergent de la facture traditionnelle - doté notamment d'une solidité à toute épreuve. Ayant eu à maintenir, entre autres, des clavecins Sabathil, il se montre extrêmement critique à leur égard, ainsi qu'à l'égard des méthodes de la firme, avec une ironie non dissimulée : 
« Sabathils are reasonably inexpensive and are among the most quickly delivered of all makes. (...) Thus all isn't lost.  Get to work, Sabathil and son ; all you have to do is change the design of your soundboard, jack, bridge, case and keyboard ; and while you are at it, your firm's symbol as well. That tuning fork, entwined in a big S, looks suspiciously like the sign of a major world currency » (Les clavecins Sabathil sont raisonnablement bon marché, et parmi les plus rapides à être livrés. (...) Donc tout n'est pas perdu. Au travail, Sabathil et fils ; tout ce que vous avez à faire est de changer la conception de votre table d'harmonie, de vos sautereaux, de vos chevalets, de votre caisse et de votre clavier. Pendant que vous y êtes, vous pourrez aussi changer le logo de votre marque. Ce diapason entrelacé dans un S majuscule fait penser de façon insidieuse au symbole d'une grande monnaie mondiale) - op. cit., page 174.
Plus nuancé, Ed. L. Kottick décrit cependant ces instruments comme built to last (construit pour durer). D'ailleurs la firme continue à vanter les mérites du cadre métallique, très majoritairement abandonné par les autres facteurs.
Dans les années 1980, comme nombre de facteurs (allemands en particulier), Sabathil s'est converti à la construction d'instruments d'inspiration plus traditionnelle (avec toutefois un cadre en aluminium pour assurer la stabilité de l'accordage). La production annuelle qui a pu s'élever à 100 instruments était redescendue à moins d'une trentaine dans les années 1990,.   